# Kass Morgan

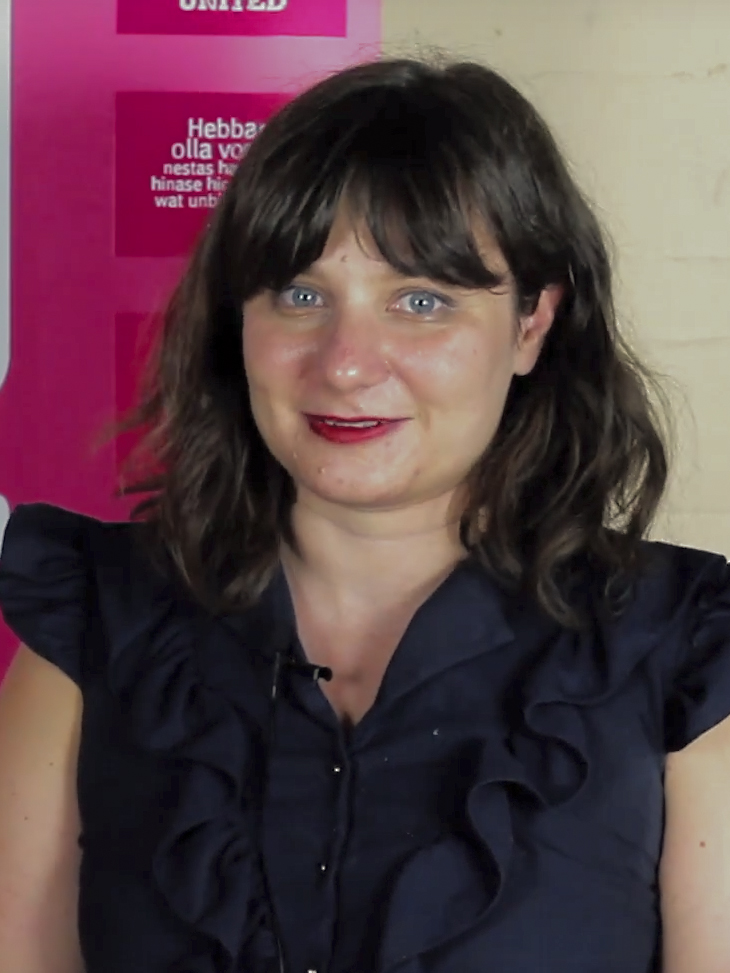
Kass Morgan, 2018

Kass P. Morgan (* 21. Juli 1984 in New York) ist eine US-amerikanische Lektorin und Autorin, bekannt für ihre dystopische Romanreihe The 100, die der gleichnamigen Fernsehserie The 100 als Vorlage dient.

## Leben
Kass Morgan wuchs bis zu ihrem zehnten Lebensjahr im New Yorker Stadtteil Brooklyn auf, danach zog die Familie nach Santa Monica in Kalifornien. Sie erlangte einen Bachelorabschluss in Englisch und Geschichte an der Brown University und machte anschließend ihren Master im Fach Literatur des 19. Jahrhunderts an der Universität Oxford in England. Danach kehrte Morgan in die USA zurück, um in New York als Lektorin im Verlagswesen für Kinder- und Jugendliteratur zu arbeiten.
Dort trat der Book-Packager und Fernsehproduzent Alloy Entertainment mit einer Romanidee an Morgan heran. Aus dem Konzept der Geschichte von einhundert jugendlichen Kriminellen, die von einer erdumkreisenden Raumstation zur radioaktiv verstrahlten Erde zurückgeschickt werden, um diese neu zu besiedeln, entstand ihre vierteilige Romanreihe „The 100“. Noch während Morgan am ersten Roman schrieb, begann der Fernsehsender The CW The 100 als Fernsehserie umzusetzen.

## Werke
The 100-Reihe
- The 100, 2013 (deutsche Ausgabe: Die 100, Heyne, 2015, ISBN 978-3-453-26949-1)
- Day 21, 2014 (deutsche Ausgabe: Die 100 – Tag 21, Heyne, 2015, ISBN 978-3-453-26950-7)
- Homecoming, 2015 (deutsche Ausgabe: Die 100 – Heimkehr, Heyne, 2016, ISBN 978-3-453-27071-8)
- Rebellion, 2016 (deutsche Ausgabe: Die 100 – Rebellion, Heyne, 2017, ISBN 978-3-453-27140-1)

Die ersten beiden Bände wurden in mehrere Sprachen übersetzt, darunter Deutsch, Französisch, Italienisch, Spanisch, Niederländisch, Tschechisch und Hebräisch.
Light Years
- Light Years, 2018
- Supernova, 2019

Ravens / Rabenschwestern-Reihe
- The Ravens, HMH Books, 2020, ISBN 978-0-358-09823-2
  - deutsche Ausgabe: Der Club der Rabenschwestern, Heyne Verlag, 2022, ISBN 978-3-453-32162-5
- The Monarchs, Clarion Books, 2022, ISBN 978-0-358-09822-5